# Jefim Zybin
Jefim Siergiejewicz Zybin, ros. Ефим Сергеевич Зыбин (ur. 13 grudnia?/25 grudnia 1894 we wsi Wasiliewka w rejonie Woroneża, zm. 25 sierpnia 1946 w ZSRR) – generał major Armii Czerwonej, członek Rosyjskiej Robotniczej Partii Ludowej podczas II wojny światowej.

## Życiorys
Brał udział w I wojnie światowej. 1 grudnia 1918 wstąpił do armii bolszewickiej. W 1919 r. ukończył wojskową szkołę kawaleryjską w Orle. W 1921 jako dowódca plutonu uczestniczył w rejonie Tambowa w zwalczaniu powstania tambowskiego. Następnie służył w różnych szkołach wojskowych jako dowódca szkoleniowych pododdziałów. W 1931 ukończył wojskową szkołę kawaleryjską w Nowoczerkasku, zaś w 1933 – ogólną szkołę kawaleryjską w Moskwie. Następnie przez 4 lata pełnił funkcję jej komendanta, po czym przeszedł do służby w Ludowym Komisariacie Obrony jako szef Oddziału do Spraw Remontu. 8 sierpnia 1936 awansował do stopnia pułkownika. Kolejne funkcje to dowódca jednego z pułków kawalerii i zastępca dowódcy 26 Dywizji Kawalerii. W latach 1937–1938 był aresztowany i uwięziony przez NKWD. Od czerwca 1939 dowodził 36 Dywizją Kawalerii w Białoruskim Okręgu Wojskowym. 1 listopada tego roku awansował na kombriga, zaś 4 czerwca 1940 na generała majora.
18 lipca 1941 dostał się do niewoli niemieckiej, po czym został osadzony w obozie jenieckim w Borysowie. Pod koniec 1941 trafił do obozu w Hammelburgu w Bawarii, a następnie do obozów w Norymberdze i Weißenburg in Bayern. Podjął kolaborację z Niemcami. Wstąpił do Rosyjskiej Robotniczej Partii Ludowej. Prowadził agitację antysowiecką i werbunek do kolaboracyjnych oddziałów wojskowych. Przedstawił Niemcom pomysł sformowania z jeńców batalionu ochronnego i zaproponował siebie na jego dowódcę. 4 maja 1945 został oswobodzony przez Amerykanów i skierowany do sowieckiej misji repatriacyjnej w Paryżu, skąd przewieziono go do Moskwy. Został aresztowany i uwięziony przez NKWD. Po procesie rozstrzelano go 25 sierpnia 1946.